# Pterogonaga chinensis
Pterogonaga chinensis är en fjärilsart som beskrevs av Emilio Berio 1964. Pterogonaga chinensis ingår i släktet Pterogonaga och familjen trågspinnare. Inga underarter finns listade.